# 沢木耕太郎
沢木 耕太郎（さわき こうたろう、1947年11月29日 - ）は、日本のノンフィクション作家・エッセイスト・小説家・写真家。

## 人物
東京都大田区生まれ。東京都立南高等学校（当時）を経て、横浜国立大学経済学部卒業。大学時代のゼミの指導教官は、後に神奈川県知事となる長洲一二だった。
大学卒業後は富士銀行（当時）に入行するも、初出社の日に退社した。出社途中に信号待ちをしているときに退社を決めたという。その後、ゼミの指導教官だった長洲から「何か書いてみないか」と誘われたのをきっかけに文筆活動を始める。
ルポライターとして1970年（昭和45年）、『防人のブルース』でデビューし、1979年（昭和54年）には演説中に刺殺された日本社会党委員長の浅沼稲次郎と、その犯人である少年の交錯を描いた『テロルの決算』で第10回大宅壮一ノンフィクション賞を受賞した。以後、スポーツや旅などを題材にした多数のノンフィクション作品、小説、エッセーなどを発表している。

### 名前
「沢木耕太郎」はペンネームである。雑誌の取材を受け、「あなたの本名はあらゆる文献を見てもどこにも掲載されていない。なぜなのか」と問われた沢木は、「ペンネームを使う以上、わざわざ本名を名乗るのなら使う必要がない」と答えている。実父の没後にその句集を出版した際にも、苗字をつけず「二郎」とファーストネームだけの名義を用いた。

### エピソード
- 沢木はアメリカで起こった「ニュー・ジャーナリズム」の影響を受けているが、小説『一瞬の夏』[5]（1981年）では、プロボクサーのカシアス内藤が2度目の東洋チャンピオンに挑戦する姿を、取材者であり同行者である「私」を絡めて克明に描き、自ら「私ノンフィクション」と呼ぶ方法論に挑んだ。
- テレビ番組『NHKスペシャル』には、自ら取材・構成を担当したうえで出演したことがある。
- 毎年12月24日の深夜に、FMラジオ局J-WAVEの番組『MIDNIGHT EXPRESS～天涯へ』にDJとして出演している。
- 乗っていたセスナ機がブラジルのジャングルで墜落し、九死に一生を得た体験をもつ[6]。
- ノンフィクション作品集 『人の砂漠』では、所収作品のうち「鏡の調書」がドラマ化（NHK、1995年）されたほか、短編4編が学生らによって映画化された[7]。

## 受賞歴
- 1979年 『テロルの決算』で第10回大宅壮一ノンフィクション賞を受賞
- 1982年 『一瞬の夏』で第1回新田次郎文学賞を受賞
- 1985年 『バーボン・ストリート』で第1回講談社エッセイ賞を受賞
- 1993年 『深夜特急 第三便』で第2回JTB紀行文学賞を受賞
- 2003年　これまでの作家活動で第51回菊池寛賞を受賞
- 2006年 『凍』で第28回講談社ノンフィクション賞を受賞
- 2013年 『キャパの十字架』で第17回司馬遼太郎賞を受賞
- 2022年 『天路の旅人』で第74回読売文学賞を受賞[8]

## 作品
- 『若き実力者たち 現代を疾走する12人』（文藝春秋） 1973年、のち文庫・改版
- 『敗れざる者たち』（文藝春秋） 1976年、のち文庫・改版
- 『人の砂漠』（新潮社） 1977年、のち文庫 - テレビドラマ化・映画化作品
- 『テロルの決算』（文藝春秋） 1978年、のち文庫・改版
- 『地の漂流者たち』（文春文庫） 1979年
- 『一瞬の夏』（新潮社） 1981年、のち文庫
- 『路上の視野』（文藝春秋） 1982年
  - のち3分冊で文庫化『紙のライオン』『ペーパーナイフ』『地図を燃やす』 1987年
- 『バーボン・ストリート』（新潮社） 1984年、のち文庫
- 『深夜特急 第一便 黄金宮殿』（新潮社） 1986年、のち全6分冊で文庫化 - テレビドラマ化作品
  - 『深夜特急 第二便 ペルシャの風』（新潮社） 1986年、のち文庫
  - 『深夜特急 第三便 飛光よ、飛光よ』（新潮社） 1992年、のち文庫、各・改版2020年
- 『馬車は走る』（文藝春秋） 1986年、のち文庫
- 『王の闇』（文藝春秋） 1989年、のち文庫
- 『チェーン・スモーキング』（新潮社） 1990年、のち文庫
- 『彼らの流儀』（朝日新聞社） 1991年、のち新潮文庫
- 『象が空を 1982 - 1992』（文藝春秋） 1993年
  - のち3分冊で文庫化『夕陽が眼にしみる』『不思議の果実』『勉強はそれからだ』 2000年
- 『檀』（新潮社） 1995年、のち文庫
- 『オリンピア～ナチスの森で』（集英社） 1998年、のち文庫、新潮文庫
- 『血の味』（新潮社） 2000年、のち文庫 - 純文学書き下ろし特別作品、初の長編小説
- 『世界は「使われなかった人生」であふれてる』（暮しの手帖社） 2001年、のち幻冬舎文庫
- 『イルカと墜落』（文藝春秋） 2002年、のち文庫
- 『シネマと書店とスタジアム』（新潮社） 2002年、のち文庫
- 「沢木耕太郎ノンフィクション」全9巻（文藝春秋） 2002年 - 2004年

1. 『激しく倒れよ』
2. 『有名であれ無名であれ』
3. 『時の廃墟』
4. 『オン・ザ・ボーダー』
5. 『かつて白い海で戦った』
6. 『男と女』
7. 『1960』
8. 『ミッドナイト・エクスプレス』
9. 『酒杯を乾して』

- 『一号線を北上せよ』（講談社） 2003年、のち文庫
- 『無名』（幻冬舎） 2003年、のち文庫
- 『杯 WORLD CUP』（朝日新聞社） 2004年、のち新潮文庫
- 『冠 OLYMPIC GAMES』（朝日新聞社） 2004年、のち文庫
  - 『冠（コロナ）〈廃墟の光〉 オリンピア1996』（新潮文庫） 2021年
- 『凍』（新潮社） 2005年、のち文庫
- 『危機の宰相』（魁星出版） 2006年、のち文春文庫
- 『「愛」という言葉を口にできなかった二人のために』（幻冬舎） 2007年、のち文庫
- 『246』（スイッチ・パブリッシング） 2007年、のち新潮文庫
- 『旅する力 - 深夜特急ノート』（新潮社） 2008年、のち文庫
- 『あなたがいる場所』（新潮社） 2011年、のち文庫
- 『ポーカー・フェース』（新潮社） 2011年、のち文庫
- 『キャパの十字架』（文藝春秋） 2013年、のち文庫
- 『流星ひとつ』（新潮社） 2013年、のち文庫 - 女優藤圭子を描く
- 『旅の窓』（幻冬舎） 2013年、のち文庫
- 『波の音が消えるまで』上・下（新潮社） 2014年、のち三分冊で文庫化 - 小説
- 『キャパへの追走』（文藝春秋） 2015年、のち文庫
- 『銀の街から』（朝日新聞出版） 2015年、のち文庫
- 『銀の森へ』（朝日新聞出版） 2015年、のち文庫
- 『春に散る』上・下（朝日新聞出版） 2017年、のち文庫 - 小説、映画化作品
- 『銀河を渡る 全エッセイ』（新潮社） 2018年
  - のち2分冊で文庫化『キャラヴァンは進む』『いのちの記憶』 2025年
- 『作家との遭遇 全作家論』（新潮社） 2018年、のち文庫 - 19名の作家論
- 『旅のつばくろ』（新潮社） 2020年 - 国内旅エッセイ、JR東日本の車内誌「トランヴェール」に連載
- 『飛び立つ季節 - 旅のつばくろ』（新潮社） 2022年 - 『旅のつばくろ』の続編
- 『天路の旅人』（新潮社） 2022年 - 西川一三の評伝
- 『夢ノ町本通り』（新潮社） 2023年
- 『暦のしずく』（朝日新聞出版） 2025年 - 時代小説

## 編集・共著
- 『目撃者 - 近藤紘一全軌跡 1971～1981』（文藝春秋） 1981年、のち文庫 1991年
- 『右か、左か 心に残る物語 - 日本文学秀作選』（文春文庫） 2010年
- 『山本周五郎名品館』全4巻（文春文庫） 2018年
- 『貧乏だけど贅沢』（文藝春秋） 1999年、のち文庫 2012年 - 10名との対談集
- 『月の少年』（浅野隆広絵、講談社） 2012年
- 『わるいことがしたい!』（ミスミヨシコ絵、講談社） 2012年
- 『いろはいろいろ』（和田誠絵、講談社） 2013年
- 『ホーキのララ』（貴納大輔絵、講談社） 2013年、各・児童出版
- 『沢木耕太郎 セッションズ』全4巻（岩波書店） 2020年

## 翻訳
- 『キャパ その青春』（リチャード・ウィーラン、文藝春秋） 1988年
- 『キャパ その死』（リチャード・ウィーラン、文藝春秋） 1988年
  - 『キャパ その青春』、『キャパ その戦い』、『キャパ その死』（文春文庫） 2004年
- 『ロバート・キャパ写真集 フォトグラフス』（訳・解説、文藝春秋） 1988年
- 『カラ 孤独なハヤブサの物語』（J・F・ガーゾーン、新潮社） 1995年、のち文庫
- 『殺人者たちの午後』（トニー・パーカー、飛鳥新社） 2009年

## 写真集
- 『天涯』全3巻（スイッチパブリッシング） 1997年 - 2003年、のち全6冊で集英社文庫 2006年
- 『カシアス』（写真家内藤利朗との共著、スイッチ・パブリッシング） 2005年

## 放送メディアへの出演

### テレビ番組
- NHKスペシャル（NHK総合）
  - 沢木耕太郎　スポーツ・ドキュメント100メートル　〜極限への疾走〜
  - 沢木耕太郎　スポーツ・ドキュメント奪還〜ジョージ・フォアマン　45歳の挑戦〜
  - 沢木耕太郎 アマゾン思索紀行〜隔絶された人々 イゾラド〜
  - 沢木耕太郎 推理ドキュメント 運命の一枚〜“戦場”写真　最大の謎に挑む〜
- ETVカルチャースペシャル フォトドキュメント 天涯へ 旅人 沢木耕太郎の世界（NHK教育）
- ETVスペシャル 沢木耕太郎 アマゾン思索紀行　〜森の奥 森の声〜シドニーポスエロとの対話〜（NHK教育）
- ゴロウ・デラックス（2019年3月29日、TBS）最終回の特別ゲストとして[9]
- NHKクローズアップ現代　沢木耕太郎 自由を広げ、生きる（2023年1月10日 NHK総合）

### ラジオ番組
- MIDNIGHT EXPRESS〜天涯へ（1997年から毎年12月25日（24日深夜）、J-WAVE）
- ＦＭヨコハマ　Sound Travelogue～沢木耕太郎、日本を旅する～（2016年4月～、ＦＭヨコハマ）

### 映画
- 華 いのち 中川幸夫（2014年）- ドキュメンタリー映画